# Рекопа Південної Америки
Рекопа Південної Америки (ісп. Recopa Sudamericana, порт. Recopa Santander Sul-Americana) — щорічний міжнародний футбольний турнір, континенентальний південноамериканський клубний суперкубок, який проводиться КОНМЕБОЛ з 1988 року. Турнір є аналогом європейського Суперкубка УЄФА і з 2003 року проходить за участі чинних володарів найпрестижнішого південноамериканського Кубка Лібертадорес та другого за рангом Південноамериканського кубка. Специфікою турніру є його проведення у двоматчевому форматі, при якому кожна з команд-учасниць приймає одну з ігор на своєму полі.
Найуспішнішою командою турніру є аргентинський «Бока Хуніорс», який вигравав трофей чотири рази.

## Історія
Паралельно із започаткуванням 1988 року Суперкубка Лібертадорес виникла ідея проведення континентального суперкубка, в якому переможець новоствореного турніру грав би проти володаря Кубка Лібертадорес. Новий турнір, який отримав назву Рекопа Південної Америки, проіснував у такому форматі лише до 1998 року, в якому було припинено проведення Суперкубка Лібертадорес.
Відновлення розіграшів Рекопи відбулося у 2003, після того як роком раніше, у 2002, у Південній Америці було започатковано нове клубне змагання, Південноамериканський кубок. Відтоді Рекопа розігрується між переможцем цього турніру і все того ж Кубка Лібертадорес.

## Формат
За час існування турніру його формат неодноразово змінювався. Після першого розіграшу, який складався з двох ігор, по одній на полі кожного із суперників, відбулося декілька розіграшів у форматі однієї гри на нейтральному полі. Розіграш 1993 року знову був двоматчевим, після чого було повернуто одноматчевий формат, який проіснував до паузи у проведенні турніру (1998) і протягом перших сезонів після його відновлення (2003–2004). Фінали турніру на нейтральному полі проводилися на полях в Японії і США. З 2005 року незмінно проводяться двоматчеві розіграші Рекопи Південної Америки.

## Фінали
| Сезон | Володар Кубка Лібертадорес         | Рахунок                           | Володар Суперкубка Лібертадорес         | Примітки |
| ----- | ---------------------------------- | --------------------------------- | --------------------------------------- | --- |
| 1989  | «Насьйональ» (Монтевідео)          | 1:0, 0:0                          | «Расинг» (Авельянеда)                   | |
| 1990  | «Атлетіко Насьйональ» (Медельїн)   | 0:1                               | «Бока Хуніорс» (Буенос-Айрес)           | Гра проходила в Маямі, США                                                                                       |
| 1991  | «Олімпія» (Асунсьйон) (Асунсьйон)  | «Олімпія» (Асунсьйон) (Асунсьйон) | «Олімпія» (Асунсьйон) (Асунсьйон)       | Олімпія автоматично стала володарем Рекопи як переможець розіграшів Кубка Лібертадорес і Суперкубка Лібертадорес |
| 1992  | «Коло-Коло» (Сантьяго)             | 0:0 (п.п. 5:4)                    | «Крузейру» (Белу-Оризонті)              | Гра проходила в Кобе, Японія                                                                                     |
| 1993  | «Сан-Паулу» (Сан-Паулу)            | 0:0, 0:0 (п.п. 4:2)               | «Крузейру» (Белу-Оризонті)              | |
| 1994  | «Сан-Паулу» (Сан-Паулу)            | 3:1                               | «Ботафогу» (Ріо-де-Жанейро)             | Гра проходила в Кобе, Японія                                                                                     |
| 1995  | «Велес Сарсфілд» (Буенос-Айрес)    | 0:1                               | «Індепендьєнте» (Авельянеда)            | Гра проходила в Токіо, Японія                                                                                    |
| 1996  | «Греміо» (Порту-Алегрі)            | 4:1                               | «Індепендьєнте» (Авельянеда)            | Гра проходила в Кобе, Японія                                                                                     |
| 1997  | «Рівер Плейт» (Буенос-Айрес)       | 1:1 (п.п. 2:4)                    | «Велес Сарсфілд» (Буенос-Айрес)         | Гра проходила в Кобе, Японія                                                                                     |
| 1998  | «Крузейру» (Белу-Оризонті)         | 2:0, 3:0                          | «Рівер Плейт» (Буенос-Айрес)            | Ігри відбулися в рамках Кубка Меркосур 1999                                                                      |
| Сезон | Володар Кубка Лібертадорес         | Рахунок                           | Володар Південноамериканського кубка    | Примітки |
| 2003  | «Олімпія» (Асунсьйон) (Асунсьйон)  | 2:0                               | «Сан-Лоренсо» (Буенос-Айрес)            | Гра проходила в Лос-Анджелесі, США                                                                               |
| 2004  | «Бока Хуніорс» (Буенос-Айрес)      | 1:1 (п.п. 2:4)                    | «Сьенсіано» (Куско)                     | Гра проходила в Форт-Лодердейлі, США                                                                             |
| 2005  | «Онсе Кальдас» (Манісалес)         | 1:3, 2:1                          | «Бока Хуніорс» (Буенос-Айрес)           | |
| 2006  | Сан-Паулу (Сан-Паулу)              | 1:2, 2:2                          | «Бока Хуніорс» (Буенос-Айрес)           | |
| 2007  | «Інтернасьйонал» (Порту-Алегрі)    | 1:2, 4:0                          | «Пачука» (Пачука)                       | |
| 2008  | «Бока Хуніорс» (Буенос-Айрес)      | 3:1, 2:2                          | «Арсенал» (Саранді)                     | |
| 2009  | «ЛДУ Кіто» (Кіто)                  | 1:0, 3:0                          | «Інтернасьйонал» (Порту-Алегрі)         | |
| 2010  | «Естудьянтес» (Ла-Плата)           | 1:2, 0:0                          | «ЛДУ Кіто» (Кіто)                       | |
| 2011  | «Інтернасьйонал» (Порту-Алегрі)    | 1:2, 3:1                          | «Індепендьєнте» (Авельянеда)            | |
| 2012  | «Сантус» (Сантус)                  | 0:0, 2:0                          | «Універсідад де Чилі» (Сантьяго)        | |
| 2013  | «Корінтіанс» (Сан-Паулу)           | 2:1, 2:0                          | Сан-Паулу (Сан-Паулу)                   | |
| 2014  | «Атлетіко Мінейру» (Белу-Оризонті) | 1:0, 4:3                          | «Ланус» (Ланус)                         | |
| 2015  | «Рівер Плейт» (Буенос-Айрес)       | 1:0, 1:0                          | «Сан-Лоренсо» (Буенос-Айрес)            | |
| 2016  | «Рівер Плейт» (Буенос-Айрес)       | 0:0, 2:1                          | «Санта-Фе» (Богота)                     | |
| 2017  | «Атлетіко Насьйональ» (Медельїн)   | 1:2, 4:1                          | «Шапекоенсе» (Шапеко)                   | |
| 2018  | «Греміо» (Порту-Алегрі)            | 1:1, 0:0 (п.п. 5:4)               | «Індепендьєнте» (Авельянеда)            | |
| 2019  | «Рівер Плейт» (Буенос-Айрес)       | 0:1, 3:0                          | «Атлетіку Паранаенсі» (Куритиба)        | |
| 2020  | «Фламенгу» (Ріо-де-Жанейро)        | 2:2, 3:0                          | «Індепендьєнте дель Вальє» (Санголькі)  | |
| 2021  | «Палмейрас» (Сан-Паулу)            | 2:1, 1:2 (п.п. 3:4)               | «Дефенса і Хустісія» (Флоренсіо Варела) | |
| 2022  | «Палмейрас» (Сан-Паулу)            | 2:2, 2:0                          | «Атлетіку Паранаенсі» (Куритиба)        | |
| 2023  | «Фламенгу» (Ріо-де-Жанейро)        | 0:1, 1:0 (п.п. 4:5)               | «Індепендьєнте дель Валле» (Санголькі)  | |
| 2024  | «Флуміненсе» (Ріо-де-Жанейро)      | 0:1, 2:0                          | «ЛДУ Кіто» (Кіто)                       | |
| 2025  | «Ботафогу» (Ріо-де-Жанейро)        | 0:2, 0:2                          | «Расінг» (Авельянеда)                   | |

## Переможці
| Клуб                                    | Перемоги | Роки                   |
| --------------------------------------- | -------- | ---------------------- |
| «Бока Хуніорс» (Буенос-Айрес)           | 4        | 1990, 2005, 2006, 2008 |
| «Рівер Плейт» (Буенос-Айрес)            | 3        | 2015, 2016, 2019       |
| Сан-Паулу (Сан-Паулу)                   | 2        | 1993, 1994             |
| «Олімпія» (Асунсьйон)                   | 2        | 1991, 2003             |
| «ЛДУ Кіто» (Кіто)                       | 2        | 2009, 2010             |
| «Інтернасьйонал» (Порту-Алегрі)         | 2        | 2007, 2011             |
| «Греміо» (Порту-Алегрі)                 | 2        | 1996, 2018             |
| «Насьйональ» (Монтевідео)               | 1        | 1989                   |
| «Коло-Коло» (Сантьяго)                  | 1        | 1992                   |
| «Індепендьєнте» (Авельянеда)            | 1        | 1995                   |
| «Велес Сарсфілд» (Буенос-Айрес)         | 1        | 1997                   |
| «Крузейру» (Белу-Оризонті)              | 1        | 1998                   |
| «Сьенсіано» (Куско)                     | 1        | 2004                   |
| «Сантус» (Сантус)                       | 1        | 2012                   |
| «Корінтіанс» (Сан-Паулу)                | 1        | 2013                   |
| «Атлетіко Мінейру» (Белу-Оризонті)      | 1        | 2014                   |
| «Атлетіко Насьйональ» (Медельїн)        | 1        | 2017                   |
| «Фламенгу» (Ріо-де-Жанейро)             | 1        | 2020                   |
| «Дефенса і Хустісія» (Флоренсіо Варела) | 1        | 2021                   |
| «Палмейрас» (Сан-Паулу)                 | 1        | 2022                   |
| «Індепендьєнте дель Валле» (Санголькі)  | 1        | 2023                   |
| «Флуміненсе» (Ріо-де-Жанейро)           | 1        | 2024                   |
| «Расінг» (Авельянеда)                   | 1        | 2025                   |

| Страна    | П  | Ф  |
| --------- | -- | -- |
| Бразилія  | 13 | 12 |
| Аргентина | 11 | 13 |
| Еквадор   | 3  | 2  |
| Парагвай  | 2  | 0  |
| Колумбія  | 1  | 3  |
| Чилі      | 1  | 1  |
| Уругвай   | 1  | 0  |
| Перу      | 1  | 0  |
| Мексика   | 0  | 1  |

| Турнір                      | П  |
| --------------------------- | -- |
| Кубок Лібертадорес          | 22 |
| Південноамериканський кубок | 7  |
| Суперкубок Лібертадорес     | 3  |